# Carnaval (Spyro Gyra)
Carnaval is het vierde studioalbum van Spyro Gyra. Het album is opgenomen in de Secret Sound Studio te New York. Afgaande op de lijst van musici per nummer is er een vaste samenstelling van de band en een aantal gasten. Vreemde eend in de bijt is daarbij cellist Darling, die afkomstig is uit de alternatieve jazz.

## Musici
- Jay Beckenstein – saxofoons
- Tom Schuman – toetsinstrumenten
- Chet Catallo – gitaar
- Will Lee – basgitaar
- Eli Konikoff – slagwerk

Met
- Crusher Bennett – percussie op Cafe Amore, Dizzy, Cashaca, Sweet and savvy, Bittersweet,
- Bob Mounsey – polyfonische synthesizer op Cafe Amore, Dizzy, Awakening, Cashaca, Foxtrot, Sweet and savvy, Bittersweet
- Michael Brecker – dwarsfluit op Cafe Amore
- Gerardo Velez – percussie op Dizzy, Awakening, Cashace, Foxtrot
- Randy Brecker – trompet op Dizzy, Foxtrot, Carnaval
- Dave Samuels – marimba/vibrafoon op Dizzy, Foxtrot, Sweet and Savvy, Bittersweet, Carnaval
- David Darling – cello op Dizzy, Awakening
- Hiram Bullock – gitaar op Dizzy
- Richard Calandro – percussie op Awakening
- Jeremy Wall toetsinstrumenten op Awakening, Carnaval
- John Tropea – gitaar op Awakening, Cashaca, Foxtrot, Sweet and savvy, Bittersweet
- Jim Kurzdorfer – basgitaar op Awakening
- Steve Jordan – drums op Cashaca, Carnaval
- Steve Kroon – percussie op Carnaval
- en een strijkerssectie.

Arrangementen voor blazers en strijkers van Wall, behalve Sweet and savvy van Schuman.

## Muziek
| Nr. | Titel                     | Duur |
| --- | ------------------------- | ---- |
| 1.  | Café Amore (Catallo)      | 5:02 |
| 2.  | Dizzy (Schuman, Konikoff) | 4:40 |
| 3.  | Awakening (Wall)          | 5:48 |
| 4.  | Cashaca (Beckenstein)     | 4:18 |
| 5.  | Foxtrot (Beckenstein)     | 4:40 |
| 6.  | Sweet and savvy (Schuman) | 5:12 |
| 7.  | Bittersweet (Beckenstein) | 4:28 |
| 8.  | Carnaval (Wall)           | 5:26 |